# На Москву (бронепоезд)
Бронепо́езд «На Москву́» — тяжелый бронепоезд ВСЮР в 1919—1920 годах.

## История

Знак вымпела бронепоезда «На Москву».

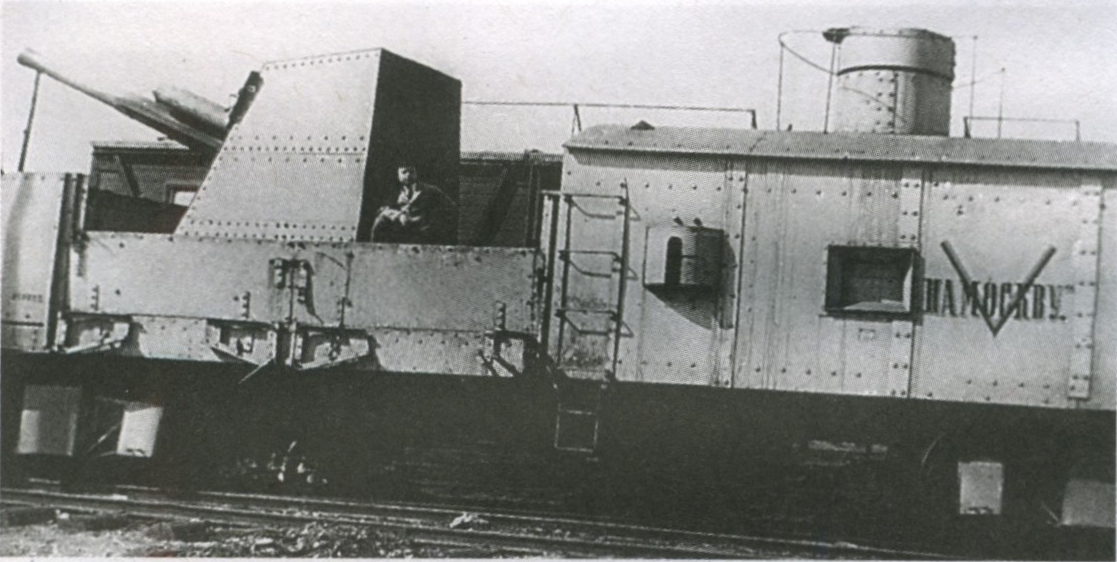
Бронепоезд «На Москву».

Строился с сентября 1919 года в Новороссийске на заводе «Судосталь» за счёт средств промышленников Юга России. Участвовал в боях начиная с 5 января 1920 года под Батайском. Входил в состав 6-го бронепоездного дивизиона. Обеспечивал поддержку в штурме Ростова-на-Дону войсками ВСЮР в начале февраля 1920 года. В конце февраля — начале марта 1920 года прикрывал отход белых армий к Новороссийску. Расформирован 12—13 марта 1920 года и оставлен при эвакуации Новороссийска на подъездных путях к городу. Командир бепо с 3 ноября 1919 года — полковник Карпинский На бронепоезде «На Москву» с начала 1920 года добровольцем служил харьковский общественный деятель, редактор газеты «Новая Россия», поэт и публицист, проф. В. Х. Даватц, подробно описавший период своей службы в дневниковых записях «На Москву».